# Викривлення носової перегородки

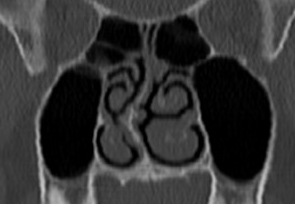
Фронтальна томограмма обличчя показує викривлену перегородку носа. Викривлення перегородки спричинило нерівномірний розвиток носових раковин. У місці, де з'явилося більше простору — раковини надмірно розвинуті та заважають септопластиці, що передбачає їх часткове видалення при реконструктивних операціях носа.

Викривлення носової перегородки — асиметричний розвиток серединної перегородки носа, який спотворює його внутрішню будову та інколи є причиною ускладннення дихання. Нерівна перегородка (інколи неправильно вживається як перетинка) та загальна асиметрія носових раковин явище типове і властиве 80 % людей, порою навпаки, важко знайти людей з ідеально рівною носовою перегородкою. Зазвичай не належить до серйозних патологій якщо не впливає на якість життя, має вроджений характер рідше — фізичні травми обличчя. Викривлення може бути як у хрящовій частині носа так і у кістковій. У випадку, коли значне викривлення носової перегородки унеможливлює дихання через якусь половину носа — це може стати причиною хронічних гайморитів та часткової втрати нюху через відсутність адекватного подразнення нюхових рецепторів, що передбачає може передбачати хірургічну корекцію — септопластику. Оскільки септопластика передбачає також часткове руйнування хряща та видалення раковин під час цієї операції, форму носа можна відкоригувати.

## Причини
Ідеально рівна носова перегородка зустрічається досить рідко, тоді як викривлену в різних ступенях деформації знаходять приблизно у 80 % пацієнтів. Інколи, викривлення може бути набутим внаслідок фізичних травм обличчя та носа, бути наслідком пологової травми, або бути пов'язане з іншим рядом хвороб — спадковими хворобами сполучної тканини, такими як синдром Марфана, гомоцистинурія та синдром Ехлерса-Данлоса.
Вроджені викривлення пов'язують часто з тим, що хрящі та кістки лицьового черепа розвиваються нерівномірно: у підлітковому віці кістки черепа дитини вже майже розвинені, тоді як хрящова тканина ще деякий час може продовжувати свій ріст. Оскільки верх носової порожнини та низ носової порожнини утворений кістками, хрящова перегородка не маючи змоги подовження вертикального росту, починає звиватися в порожнині носа, часто спричинюючи деформацію частини лемеша.
Носові раковини, які забезпечують додаткове зволоження повітря в порожнині носа зазвичай займають весь доступний об'єм всередині носа, фактично перетворюючи порожнину носа на лабіринт вузьких проходів. Таке розростання носових раковин є природнім, та чинить опір у верхніх дихальних шляхах при вдиханні повітря, але натомість повітря стає добре зігрітим та зволоженим.
У наслідок нерівної носової перегородки, раковини теж розвиваються нерівномірно — буває, що одна стиснута половина носа має надзвичайно маленькі носові раковини, тоді як великий об'єм іншої половини носа дозволяє надмірно розростатися носовим раковинам, особливо нижнім. У випадку хірургічної корекції, раковини, які розвились, не дозволяють скоригувати перегородку по центру без видалення носових раковин.
Нерівномірно розвинені раковини а також відхилена від центрального положення носова перегородка спричинюють асиметрію дихання — одна половина носа може дихати краще, інша — гірше, або напрямки потоків повітря різні, при рівних об'ємах дихання. У цьому можна переконатися, приклавши кінчик носа до скла або дзеркала та зробивши повільний довгий видих, щоб скло запотіло — плями запотівання зазвичай будуть різні і можна буде переконатися наочно, яка половина носа дихає гірше, або побачити асиметрію запотівання скла.

## Симптоми
Неможливість дихання. Основний симптом викривлення носової перегородки — неможливість дихання через одну з половин носа. У більш важких випадках дихання ускладнене також через обидві половини носа: тобто, носова перегородка може бути рівномірно вигнута в одну сторону і блокувати лише одну половину, а може являти собою зигзаг всередині порожнини носа, ускладнюючи дихання через обидві половини носа. Під час сну або навіть при будь-якій легкій формі риніту, ніс з викривленею носову перегородку блокується повністю — однією із типових скарг є перехід на дихання ротом та пересихання слизової оболонки верхніх дихальних шляхів.
Втрата або зниження нюхової чутливості. Нюхові рецептори, які не подразнюються в заблокованій порожнині носа, можуть втрачати чутливість через відсутність подразнення, що приводить до зниження або часткової втрати нюху.
Носові кровотечі. Оскільки одна з половин носа може дихати більш інтенсивно, а інша зовсім не дихати, що може призводити до надмірного висушування слизової оболонки зони Кіссельбахового сплетіння, спричинювати ламкість судин сплетіння, викликаючи періодичні носові кровотечі.
Синусити. Багато приносових пазух відкриваються середній або верхній носовий хід. Викривлення носової перегородки, поряд з вродженими вузенькими співустями приносових пазух спричиняють блокування виділення слизу носових пазух, застій слизу, що сприяє розвитку бактеріальної інфекції в цих синусах. Наприклад, викривлення носової перегородки в ліву сторону може бути причиною гайморитів, як правило, лише з лівої сторони обличчя. У такому випадку паралельно з лікуванням гаймориту показана корекція носової перегородки — септопластика.

## Лікування

### Редресація носової перегородки
Редресація (випрямлення) носової перегородки виконується після її перелому за допомогою елеватора Волкова та затискача Вальшама (англ. Walsham). Після отриманої фізичної травми носа є велика імовірність перелому її кісткової частини — лемеша, а також, можливих переломів чотирикутного хряща. За допомогою редресації вирівнюються носова перегородка та одразу тампонується з обох боків для консолідації кісток та хрящів. Необхідність вчасного проведення процедури дуже велика, адже після перелому є велика імовірність відсепарування крововиливом слизової оболонки, окістя, охрястя. Це сприяє тому, що під окістям та під охрястям розвивається гематома яка відшаровує охрястя та окістя, порушуючи таким чином кровопостачання хрящів та кісток, що сприяє подальшій дистрофії хряща, його некрозу, утворення міжносового сполучення та просідання спинки носа.

### Септопластика
Септопластика передбачає хірургічну корекцію носової перегородки. Показання до хірургічної корекції — викривлення перегородки, наявні у хворого постійні гайморити з однієї сторони через блокування відтоку слизу з гайморової пазухи, неможливість нормального дихання носом та поступова втрата нюху в заблокованій половині носа. Операцію зазвичай проводять під місцевим знеболенням, виконують гідросепарацію хряща місцевим анестетиком від слизової оболонки, руйнування частини внутрішньоносової кісткової та хрящової основи, видалення фрагментів хряща та обов'язкову тугу тампонаду носа з обох сторін для консолідації носової перегородки та уникнення перихондральної гематоми. Часто разом із септопластикою можливе виконання ринопластики.

### Ринопластика
Косметична операція, яка виконується для зміни форми носа. Виконується по бажанню пацієнта, зазвичай для видалення горбинки носа чи випрямлення носа. Зовнішній ніс складається частково кісткової основи та із хрящової основи: горбинка носа, яка утворена носовою кісткою, що знаходиться ближче до перенісся, коригується важче, адже передбачає видалення кістки, тоді як горбинка носа, що утворена чотирикутним хрящем, може бути легко відкоригована. Процес операції не передбачає розрізів зовні носа, операція дуже схожа на септопластику — забираються зайві тканини хряща, які створюють випинання спинки носа. Після операції обов'язково виконується туга тампонада носа для запобігання гематомам та неправильній консолідації носової перегородки. Також можливе накладання зовнішньої гіпсової пов'язки для збереження та консолідації бажаної форми носа. Ускладнення операції — порушення трофіки хрящів — незаживлення хрящів у місті операції з утворенням перфорації носової перегородки, просідання спинки носа (сідлоподібний ніс), опущення кінчика носа.

### Конхотомія
Септопластика та ринопластика часто передбачають часткове або повне видалення надмірно гіпертрофованих нижніх носових раковин. Операція не зовсім точно називається конхотомією, оскільки передбачає резекцію (часткове видалення) та конхектомію (повне видалення). Через викривлення носової перегородки одна з нижніх носових раковин може бути надмірно розвинена у надлишковій по об'єму порожнині, що унеможливлює вирівнювання носової перегородки без резекції раковин. Після резекції раковин пацієнт має вільне дихання носом, адже повітря майже безперешкодно проходить через ніс. Проте є недоліки: повітря погано зволожується, що призводить до пересихання верхніх дихальних шляхів при диханні сухим повітрям, порушується сон через сухість, стає необхідним використання пацієнтом зволожувачів тощо.